# Trachymyrmex
Trachymyrmex (лат.) — род муравьёв трибы грибководов Attini из подсемейства мирмицины.

## Распространение
Род характерен исключительно для Нового Света, большая часть видов встречается в Неотропике; на север ареал простирается до южных штатов США (Луизиана, Техас, Флорида… до Нью-Йорка). Точка обнаружения в Нью-Йорке это самая северная точка ареала для всех муравьёв-грибководов (Attini в узком смысле).

## Описание
Мелкие и среднего размера муравьи (рабочие от 3 до 6 мм); мономорфные, крупные рабочие и солдаты отсутствуют. Тело покрыто туберкулами (от лат. tuberculum — бугорок) и многочисленными изогнутыми волосками. От других родов отличается тем, что их грудные выступы на дорзуме пронотума и мезонотума окружены вторичными туберкулами или мелкими шипиками, которые у некоторых видов трансформируются в мелкие бугорки. Усики состоят из 11 члеников, без явной булавы. Тело покрыто многочисленными бугорками (каждый с волоском) и шипиками. Стебелёк между грудкой и брюшком состоит из двух члеников: петиолюса и постпетиолюса (последний чётко отделён от брюшка), жало развито, куколки голые (без кокона).
Характерны своим тесным симбиозом с грибами, выращиваемыми в муравейниках. Гнездо состоит из нескольких ячеек-камер, расположенных вертикально в почве. В качестве субстрата для грибницы используют фекалии насекомых, кусочки фруктов и другие остатки мёртвых растений.
Для вида Trachymyrmex septentrionalis (McCook, 1881) доказана биотурбация, или перемещение слоёв почвы под землёй. Несмотря на малочисленность (500-1000 муравьёв в одной семье) и мелкие размеры (3-6 мм), колонии T. septentrionalis экстремально обильны. На гектар соснового леса может приходится более 1000 муравейников, которые суммарно выкапывают более 1 тонны почвы в год.
Известен один ископаемый вид: †Trachymyrmex primaevus Baroni Urbani, 1980, Доминиканский янтарь, миоцен.
- Крылатый самец Trachymyrmex jamaicensis
- Самка Trachymyrmex nogalensis
- Trachymyrmex dichrous
- Trachymyrmex kempfi
- Trachymyrmex septentrionalis

## Генетика
Диплоидный набор хромосом 2n = 12, 18, 20.

## Систематика
Род включает около 50 видов. Таксон Trachymyrmex  впервые был выделен в 1893 году швейцарским мирмекологом Огюстом Форелем в качестве подрода в составе рода Atta. Затем также в статусе подрода рассматривался в составе родов Cyphomyrmex или Acromyrmex. Статус отдельного рода получил в 1916 году (Gallardo, 1916; Wheeler, 1916).
Из муравьёв-грибководов наиболее близок к родам Acromyrmex и Mycetosoritis, у которых на первом тергите брюшка также развиты туберкулы.
- Trachymyrmex agudensis Kempf, 1967[12]
- Trachymyrmex arizonensis (Wheeler, 1907)[13]
- Trachymyrmex atlanticus Mayhé-Nunes & Brandao, 2007[11]
- Trachymyrmex bugnioni (Forel, 1912)[14]
- Trachymyrmex carib Weber, 1945[15]
- Trachymyrmex carinatus Mackay & Mackay, 1997[16]
- Trachymyrmex cirratus Mayhé-Nunes & Brandão, 2005[10]
- Trachymyrmex compactus Mayhé-Nunes & Brandão, 2002[1]
- Trachymyrmex cornetzi (Forel, 1912)[14]
- Trachymyrmex desertorum (Wheeler, 1911)
- Trachymyrmex dichrous Kempf, 1967
- Trachymyrmex diversus Mann, 1916
- Trachymyrmex echinus Weber, 1938
- Trachymyrmex farinosus (Emery, 1894)
- Trachymyrmex fiebrigi (Santschi, 1916)
- Trachymyrmex gaigei (Forel, 1914)
- Trachymyrmex guianensis Weber, 1937
- Trachymyrmex haytianus Wheeler & Mann, 1914
- Trachymyrmex holmgreni Wheeler, 1925
- Trachymyrmex iheringi (Emery, 1888)
- Trachymyrmex intermedius (Forel, 1909)
- Trachymyrmex irmgardae (Forel, 1912)
- Trachymyrmex isthmicus Santschi, 1931
- Trachymyrmex ixyodus Mayhé-Nunes & Brandao, 2007[11]
- Trachymyrmex jamaicensis (Andre, 1893)
  - = Trachymyrmex sharpii Forel, 1893
  - = Trachymyrmex maritimus Wheeler, 1905
- Trachymyrmex kempfi Fowler, 1988
- Trachymyrmex levis Weber, 1938
- Trachymyrmex mandibularis Weber, 1938
- Trachymyrmex nogalensis Byars, 1951
- Trachymyrmex oetkeri (Forel, 1908)
- Trachymyrmex opulentus (Mann, 1922)
- Trachymyrmex papulatus Santschi, 1922
- Trachymyrmex phaleratus Wheeler, 1925
- †Trachymyrmex primaevus Baroni Urbani, 1980
- Trachymyrmex pruinosus (Emery, 1906)
- Trachymyrmex relictus Borgmeier, 1934
- Trachymyrmex ruthae Weber, 1937
- Trachymyrmex saussurei (Forel, 1885)
- Trachymyrmex septentrionalis (McCook, 1881) typus
- Trachymyrmex sharpii (Forel, 1893)
- Trachymyrmex smithi Buren, 1944
- Trachymyrmex squamulifer (Emery, 1896)
- Trachymyrmex tucumanus (Forel, 1914)
- Trachymyrmex turrifex (Wheeler, 1903)
- Trachymyrmex urichii (Forel, 1893)
- Trachymyrmex verrucosus Borgmeier, 1948
- Trachymyrmex wheeleri (Weber, 1937)
- Trachymyrmex zeteki Weber, 1940

### Классификация (2019)
В 2019 году в результате молекулярно-генетического анализа род был разделён на три: Mycetomoellerius gen.n. (~30 видов, бывшая видовая группа Iheringi group) и Paratrachymyrmex gen.n. (9 видов, бывшая видовая группа Intermedius group), и старый Trachymyrmex (9 видов, типовой вид Trachymyrmex septentrionalis).
- Mycetomoellerius Solomon et al., 2019[17]
  - Trachymyrmex agudensis Kempf, 1967[18]
  - Trachymyrmex atlanticus Mayhé-Nunes & Brandao, 2007[11]
  - Trachymyrmex cirratus Mayhé-Nunes & Brandão, 2005[10]
  - Trachymyrmex compactus Mayhé-Nunes & Brandão, 2002[1]
  - Trachymyrmex dichrous Kempf, 1967
  - Trachymyrmex echinus Weber, 1938
  - Trachymyrmex farinosus (Emery, 1894)
  - Trachymyrmex fiebrigi (Santschi, 1916)
  - Trachymyrmex gaigei (Forel, 1914)
  - Trachymyrmex guianensis Weber, 1937
  - Trachymyrmex haytianus Wheeler & Mann, 1914
  - Trachymyrmex holmgreni Wheeler, 1925
  - Trachymyrmex iheringi (Emery, 1888) typus
  - Trachymyrmex isthmicus Santschi, 1931
  - Trachymyrmex ixyodus Mayhé-Nunes & Brandao, 2007[11]
  - Trachymyrmex jamaicensis (Andre, 1893)
    - = Trachymyrmex sharpii Forel, 1893;  Trachymyrmex maritimus Wheeler, 1905
    - Trachymyrmex jamaicensis antiguensis Weber, 1938 (возможно, отдельный вид, см. Mayhé‐Nunes & Brandão, 2007)[11]

  - Trachymyrmex kempfi Fowler, 1988
  - Trachymyrmex oetkeri (Forel, 1908)
  - Trachymyrmex opulentus (Mann, 1922)
  - Trachymyrmex papulatus Santschi, 1922
  - †Trachymyrmex primaevus Baroni Urbani, 1980
  - Trachymyrmex pruinosus (Emery, 1906)
  - Trachymyrmex relictus Borgmeier, 1934
  - Trachymyrmex ruthae Weber, 1937
  - Trachymyrmex squamulifer (Emery, 1896)
  - Trachymyrmex tucumanus (Forel, 1914)
  - Trachymyrmex turrifex (Wheeler, 1903)
  - Trachymyrmex urichii (Forel, 1893)
  - Trachymyrmex verrucosus Borgmeier, 1948
  - Trachymyrmex zeteki Weber, 1940

- Paratrachymyrmex Solomon et al., 2019[17]
  - Trachymyrmex bugnioni (Forel, 1912)[14]
  - Trachymyrmex carib Weber, 1945[19]
  - Trachymyrmex cornetzi (Forel, 1912)[14]
  - Trachymyrmex diversus Mann, 1916
  - Trachymyrmex intermedius (Forel, 1909) typus
  - Trachymyrmex irmgardae (Forel, 1912)
  - Trachymyrmex levis Weber, 1938
  - Trachymyrmex mandibularis Weber, 1938
  - Trachymyrmex phaleratus Wheeler, 1925

- Trachymyrmex
  - Trachymyrmex arizonensis Wheeler, 1907
  - Trachymyrmex carinatus Mackay & Mackay, 1997[20]
  - Trachymyrmex desertorum (Wheeler, 1911)
  - Trachymyrmex nogalensis Byars, 1951
  - Trachymyrmex pakawa Sanchez‐Peña et al., 2017
  - Trachymyrmex pomonae Rabeling & Cover, 2007
  - Trachymyrmex saussurei (Forel, 1885)
  - Trachymyrmex septentrionalis (McCook, 1881) typus
  - Trachymyrmex smithi Buren, 1944